# حديثة جمال الخريشة
حديثة جمال حديثة الخريشة (1973 في عمان ) هو سياسي ووزير أردني شغل عدد من المناصب الحكومية في الاردن منها وزيرة الشؤون السياسية والبرلمانية الأردنية . تم تعيينه وزيراً في 27 سبتمبر 2023.

## التعليم
حصل على درجة البكالوريوس في الهندسة المدنية من الجامعة الأردنية.

## السيرة الوظيفية
- مهندس في وزارة الشؤون البلدية.[5]
- رئيس بلدية سحاب.
- مدير الشؤون البلدية لمحافظة العاصمة.

## المناصب الحكومية
- بين عامي 2017 و2018، شغل الخريشة منصب وزير الشباب.[4][6] في حكومة هاني الملقي الثانية[7]
- بين عامي 2023 - 2024 شغل منصب وزيرة الشؤون السياسية والبرلمانية في حكومة بشر الخصاونة[7]
- نائب في مجلس النواب السابع عشر

## روابط خارجية
- حديثه جمال الخريشه - موقع رئاسة الوزراء